# Tutela de Vieux-la-Romaine
Vous lisez un « bon article » labellisé en 2021.
La Tutela de Vieux-la-Romaine est une statue gallo-romaine fragmentaire trouvée dans la commune éponyme en 1988, lors des fouilles de la Maison au grand péristyle. Cet édifice, une maison urbaine aristocratique, a pu être fouillé quasiment intégralement et a livré un important mobilier archéologique conservé au musée archéologique de Vieux-la-Romaine, créé en 2002 spécialement pour l'abriter.
Les fouilles du site archéologique de Vieux, bien que la ville ait été identifiée dès la fin du XVIIe siècle, ont eu lieu jusqu'à la fin du XIXe siècle et durant ce siècle sous l'impulsion de la société des antiquaires de Normandie. Le produit de ces fouilles anciennes est pour l'essentiel perdu. Au XXe siècle, elles ne reprennent que tardivement, et dans le secteur où a été découverte la Tutela.
C'est une des très rares statues d'époque romaine découverte dans l'espace de l'actuelle Normandie. Elle peut être restituée en dépit des lacunes existantes, par comparaison avec d'autres œuvres. Selon son inventeur, Pascal Vipard, elle possède un « intérêt tant artistique que religieux [qui] dépasse les limites de la simple histoire locale ». C'est un rare exemple de mobilier ayant appartenu à un édifice dont le décor a pu être étudié, en dépit des lacunes, et permettant de restituer l'environnement d'une riche famille aristocratique ayant sans doute exercé des responsabilités politiques dans cette ville romaine.

## Histoire

### Histoire antique

Plan simplifié d'Aregenua.

La statuette est découverte sur le site archéologique de Vieux-la-Romaine, à 10 km au sud-ouest de Caen, dans un bâtiment du Ier siècle détruit par un incendie au IIIe siècle situé dans le lieu-dit « le bas de Vieux ».
L'histoire ancienne de Vieux, chef-lieu des Viducasses, est similaire à celle de nombreuses cités de Gaule, avec une fondation au Ier siècle suivie d'une période faste jusqu'au IIIe siècle. La fin de ce siècle est marquée par une décadence et, au siècle suivant, la cité est rattachée à Augustodurum, actuelle Bayeux. La cité redevient un village et perd « son caractère urbain » tout en restant assez peuplée. Le christianisme s'y installe à partir du Ve-VIe siècle.
Les vestiges sont découverts dans une couche archéologique correspondant à l'incendie qui ravage la maison à la fin du IIIe siècle. La statue est brisée lors de la chute de la charpente et des murs. La pièce est traversée par une rue tracée durant l'Antiquité tardive.

### Redécouverte

#### Redécouverte de Vieux-la-Romaine

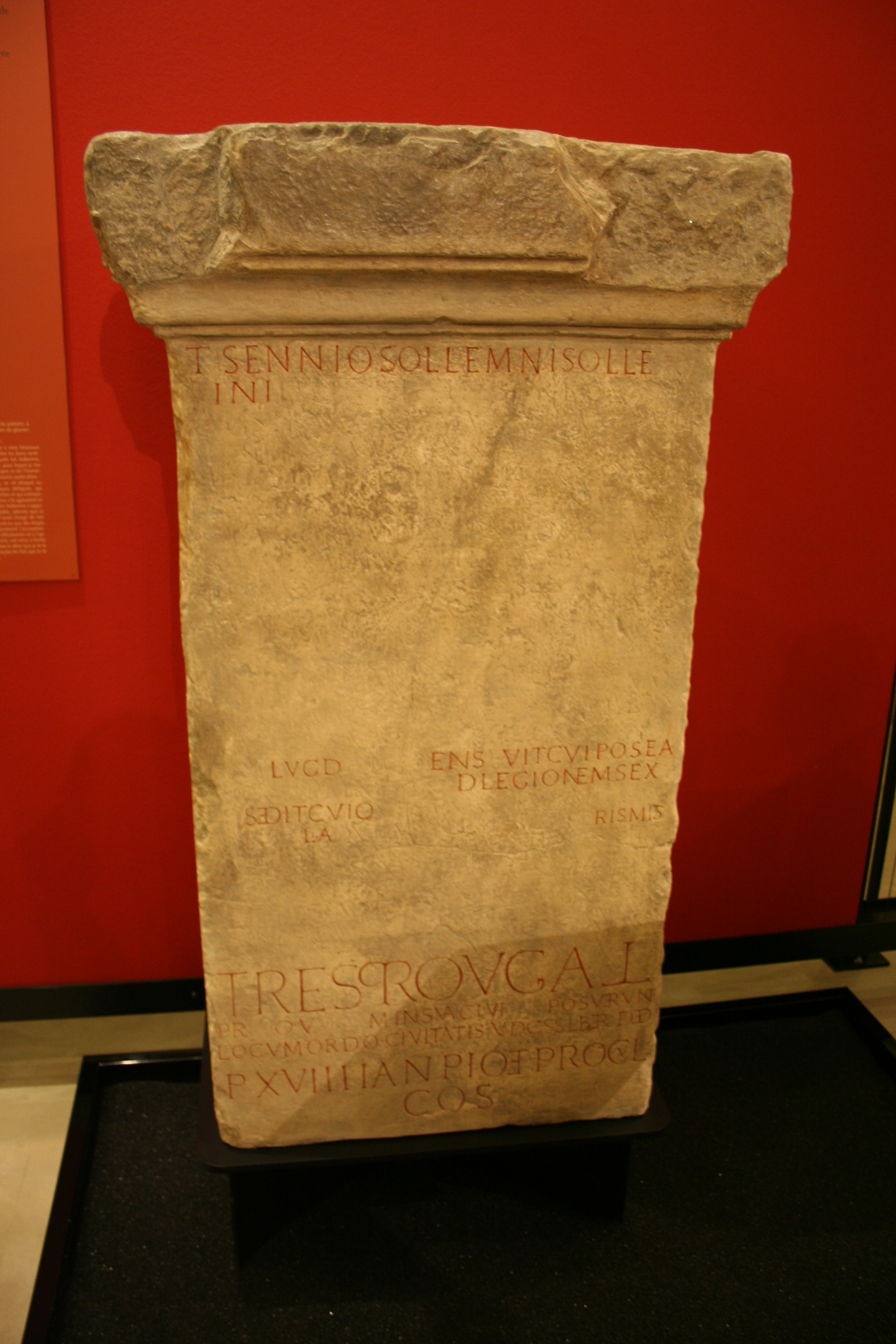
Copie du marbre de Thorigny au musée archéologique de Vieux-la-Romaine.

Le marbre de Thorigny, principale inscription romaine connue en Normandie, est découvert en 1580 et amené au château des Matignon de Torigni-sur-Vire. Le site est identifié quant à lui dès la fin du XVIIe siècle.
Les fouilles de Vieux commencent dès le tout début du XVIIIe siècle, mais ne sont pas réalisées avec suffisamment de rigueur ou de moyens jusqu'aux années 1970, donc la connaissance reste lacunaire.
Les fouilles du secteur du « Bas de Vieux » ont repris en 1988, « première fouille de grande envergure menée à Vieux depuis 1864 », et aboutissent à la découverte d'une riche habitation ainsi que d'« une masse considérable de matériel et de données ». Cette découverte aboutit à la création du musée archéologique de Vieux-la-Romaine. Les fouilles de la maison au grand péristyle durent quatre campagnes. Le musée de site qui est installé permet d'exposer les découvertes réalisées. Une autre maison moins opulente est fouillée dans les années 1990 et mise en valeur, la maison à la cour en U. Le forum fait également l'objet de sessions de fouilles dans les années 2000.
En dépit des travaux réalisés, la connaissance de la ville romaine reste très partielle au début du XXIe siècle et les spécialistes ne peuvent « dresser un tableau cohérent de l'organisation de la ville ».

#### Découverte de la statue dans la maison au grand péristyle

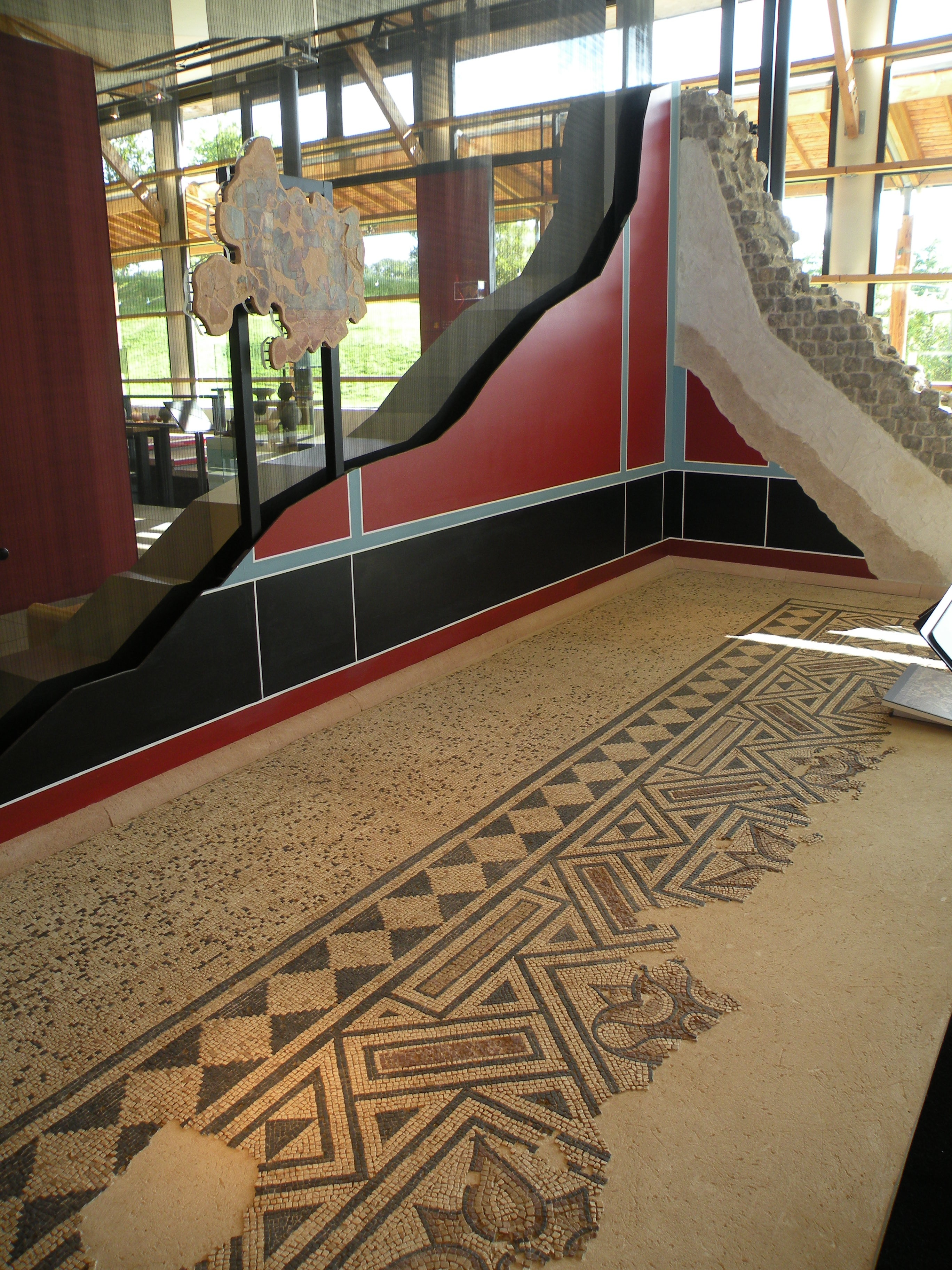
Mosaïque fragmentaire retrouvée dans le même salon que la tutela.

Plan de la maison à son apogée monumental. La statue a été retrouvée dans la salle d'apparat du nord-ouest, colorée en rose sur le plan.

La maison au grand péristyle est l'édifice le plus luxueux fouillé jusqu'à présent sur le site archéologique de Vieux. L'édifice possède une longue histoire au cours de laquelle deux habitations sont réunies en une, la « maison au petit péristyle », puis un nouvel aménagement durant lequel elle est appelée « maison au grand péristyle ». L'apogée de l'édifice est la fin du IIe-début du IIIe siècle où la surface est d'environ 1 420 m2.
La statuette est découverte en août 1988 dans l'angle nord-ouest d'une pièce de 8 m sur 6,5 m probablement dans une salle de réception, munie par ailleurs d'une mosaïque. La pièce est identifiée comme une salle d'apparat, située au rez-de-chaussée de l'aile occidentale dans la maison au petit péristyle. Elle était largement ouverte sur le jardin intérieur. La statue a été renversée dans l'incendie lors de la destruction de la charpente et des murs de torchis de l'édifice.

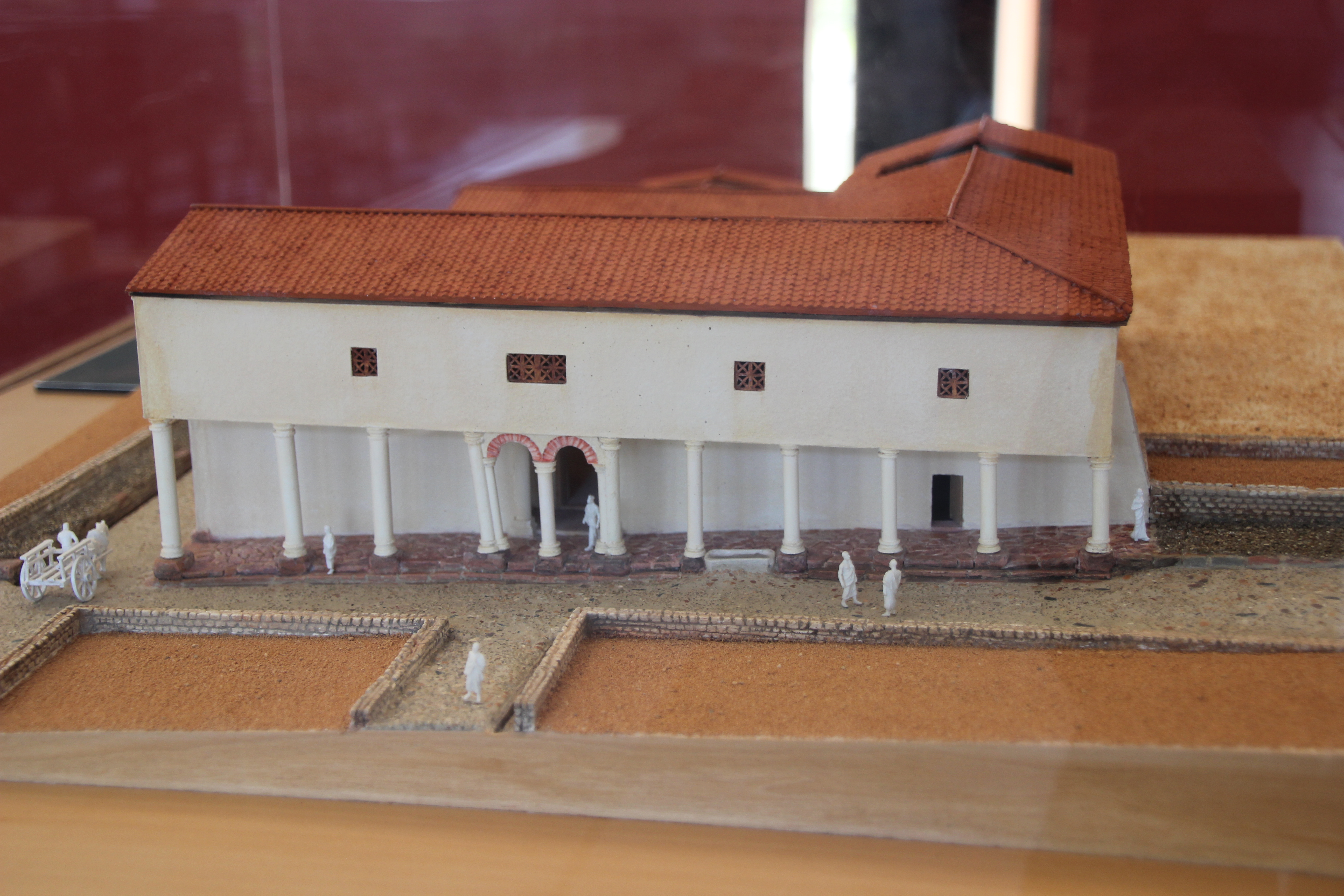
Maquette de la colonnade et de la galerie de façade, vue du nord.

L'édifice subit un incendie lié à des activités artisanales et est traversé par la suite par une voie vers 330-340, le cardo Q. Les matériaux font l'objet d'une vaste opération de récupération et une couche de démolition homogène est présente. Cette phase de destruction est datée de la fin du IVe-début du Ve siècle mais une hache retrouvée lors des fouilles semble quant à elle dater de 475-550.
L’œuvre est publiée dès 1990 dans un article rédigé à la fin de l'année même de la découverte, alors que les fouilles ultérieures livrent d'autres fragments et permettent de préciser le contexte. Elle est exposée au musée de Normandie dans le second semestre 1990.

## Description

### Description générale

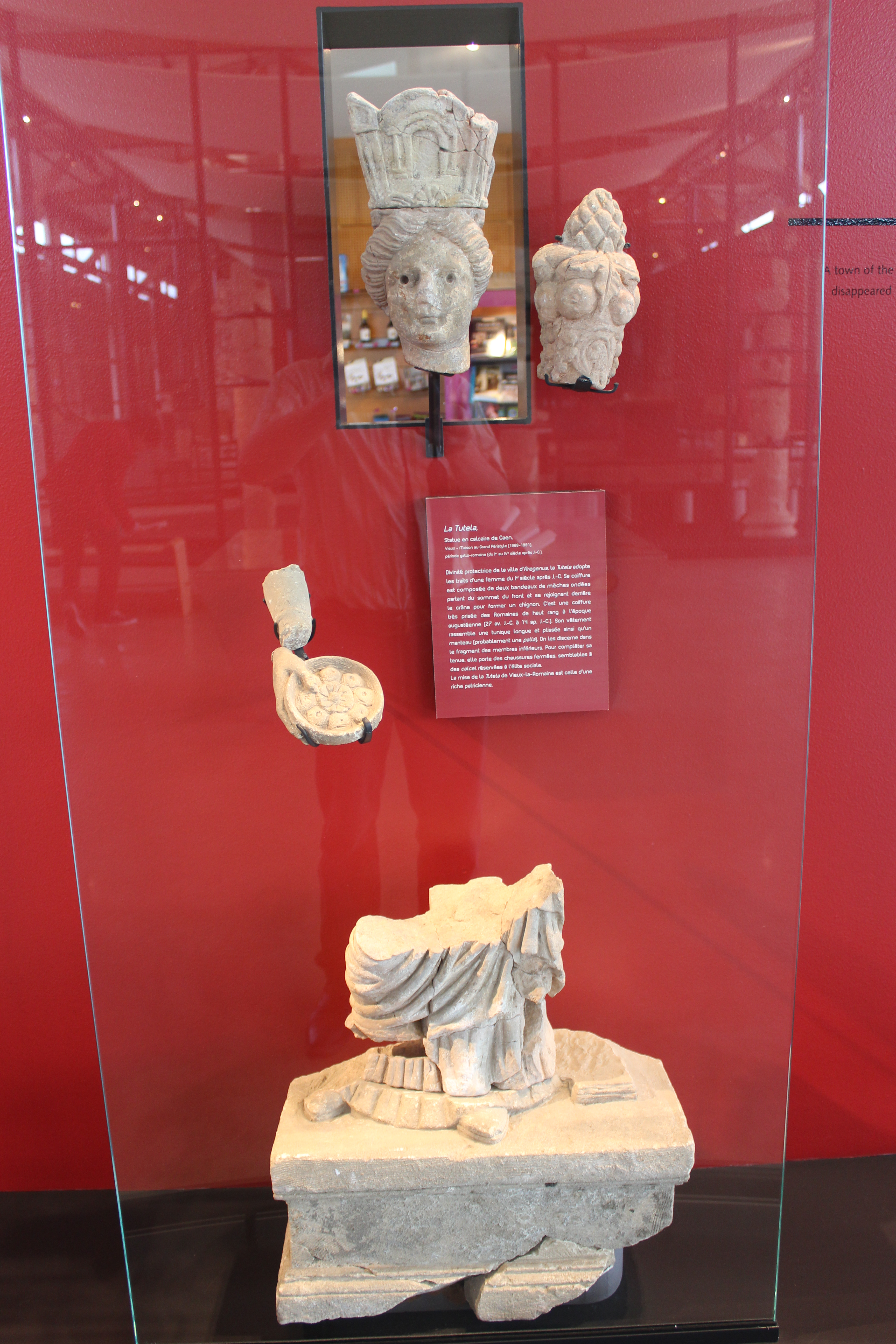
Vue générale de la statue avec les fragments retrouvés.

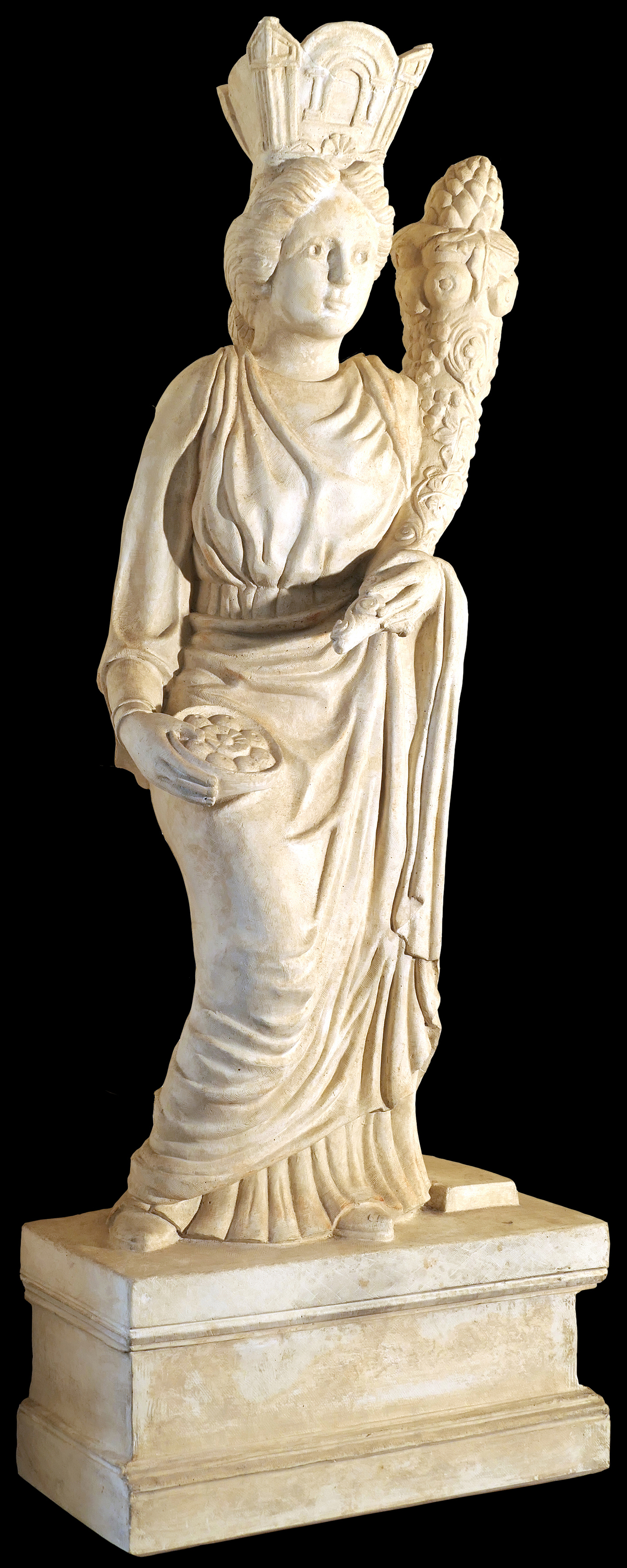
Suggestion de restitution à partir des éléments conservés.

La statue est faite en calcaire local, la pierre de Caen, et mesure initialement 1 m à 1,10 m. Elle représente une jeune femme,. Plus de la moitié de l’œuvre est manquante, mais la reconstitution est possible en se basant sur des statues équivalentes connues.
Le personnage féminin, vêtu d'une tunique et d'un manteau, tient une corne d'abondance de la main gauche et une patère de la main droite. Elle porte sur la tête une couronne pourvue de tourelles et sur la face antérieure une représentation d'arc de triomphe ou de porte de ville. La jambe droite fléchie exprime du mouvement dans l’œuvre. Elle est fixée sur un socle dont une mortaise subsiste. La fixation se faisait par des tenons et des mortaises. L'incendie a laissé de profondes traces sur l’œuvre qui a « un aspect un peu raide ».
La statue possède des traces de polychromie lors de sa redécouverte,, dont sur le visage. Tous les éléments sculptés retrouvés dans la demeure étaient polychromes, donc la maison devait avoir « un aspect très coloré ».

### Description de détails

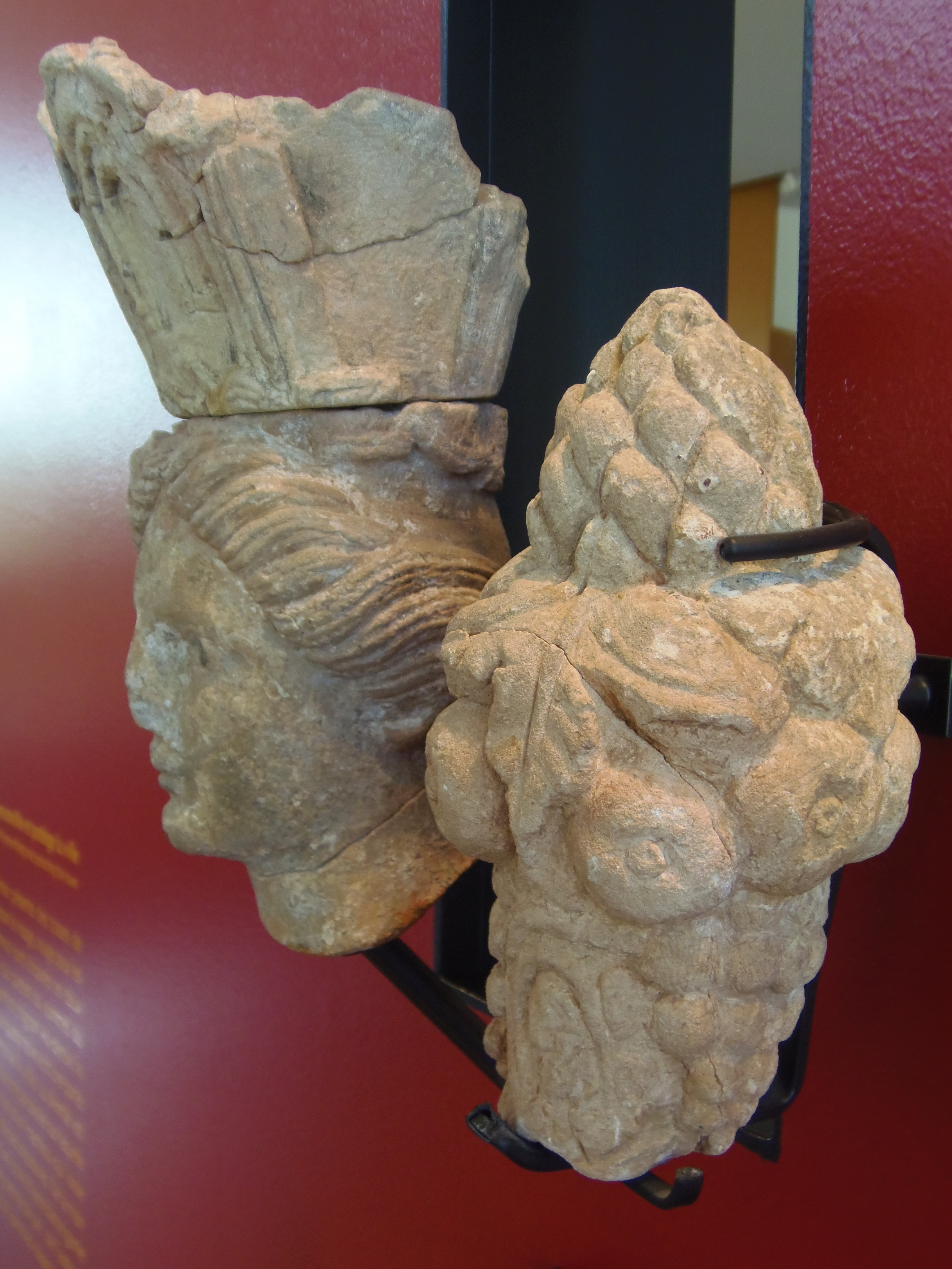
Vue de la tête de la statue et de la corne d'abondance.

Les fouilles ont permis de dégager six parties : la tête, la main gauche, la base, un fragment non défini, une couronne munie de tours et une corne d'abondance fragmentaire. Les bras, le corps et le socle n'ont pas été retrouvés à la date de la première publication. Ils sont considérés alors comme peut-être récupérés ou disparus quand la maison a été transpercée par le cardo. Des fragments de la statue et du socle ont été retrouvés lors des fouilles de 1989 et 1990.
La tête de 17 cm de haut, dont le nez est cassé, est retrouvée sans ses yeux, qui étaient peut-être en pâte de verre. Les cheveux de la jeune femme, en deux bandeaux, aboutissent à un chignon. L'arrière de l’œuvre est peu soigné,. La coiffure est identifiable selon Pascal Vipard à une mode des Antonins en particulier Faustine la Jeune ou Bruttia Crispina ou Lucilla, épouse de Lucius Verus. La divinité de Vieux se rapprocherait davantage de la représentation de Faustine II, exécutée vers 160-170.
La tour placée sur la tête de la jeune femme, haute de 11 cm, est séparée de celle-ci. Elle était fixée par une colle ou un mortier. Les motifs antérieurs de la tour sont continus avec la tête alors que cette continuité n'est pas présente à l'arrière de la statue. Cette différence est peut-être liée à « une maladresse d'exécution ou (…) une réfection (…) tardive ». Une demi-fleur est présente sur l'avant. Une voûte, deux colonnes et une porte sont présentes également sur la face antérieure de la tour. La représentation est similaire à un arc de triomphe ou une porte d'édifice ou de ville. « L'existence de tours indique clairement que l'on se trouve en présence d'une porte de ville. » L'arrière et les côtés de la tour sont dégradés par l'incendie qui a détruit l'édifice,.

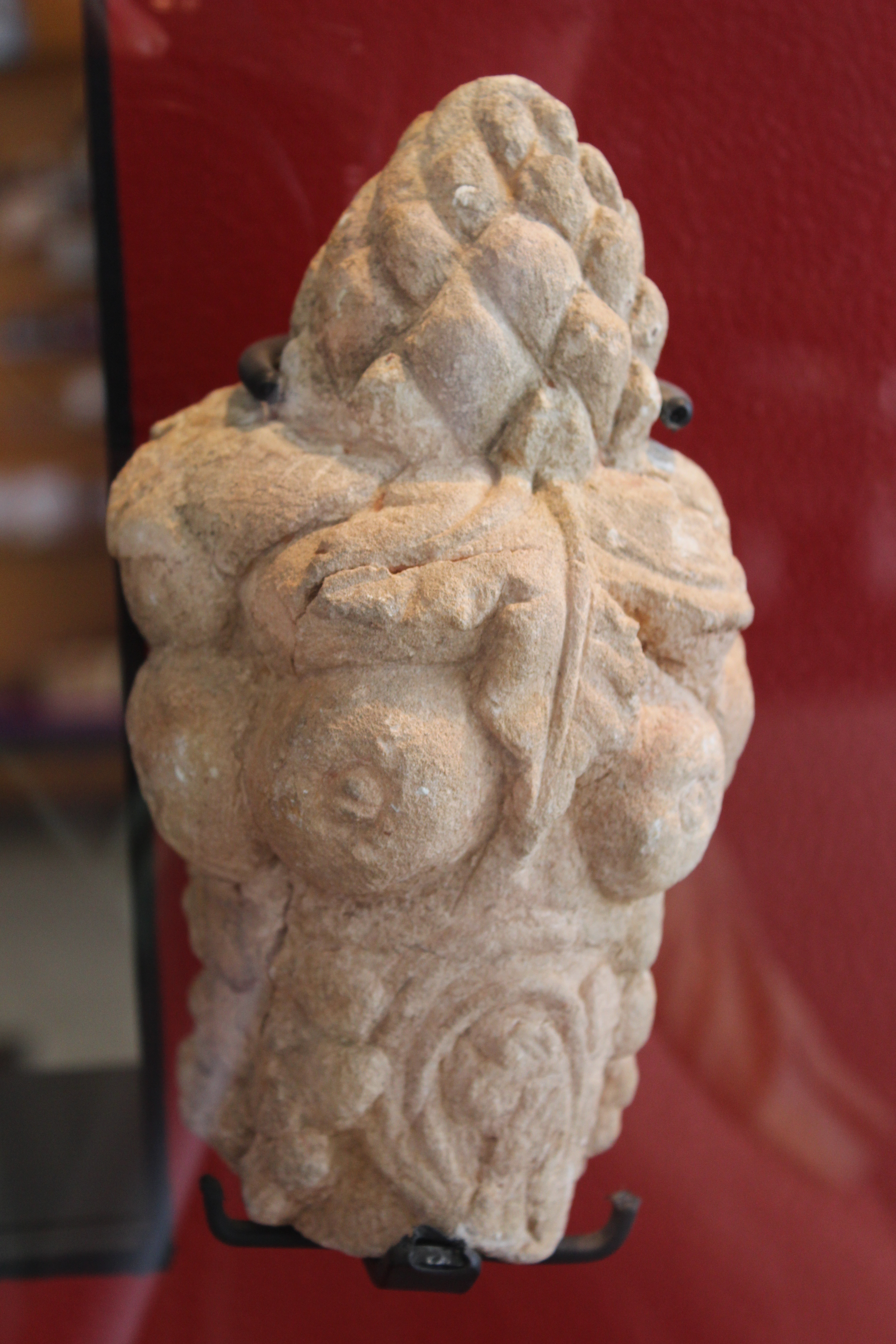
Vue de la corne d'abondance.

La main gauche, longue de 14 cm, porte une grosse bague sur l'auriculaire et cette main tenait une corne d'abondance. Les doigts en sont très fins.
La corne d'abondance haute de 20 cm ne subsiste que dans sa partie supérieure : elle comporte des motifs de grappes de raisin, une feuille de vigne, des pommes et des feuilles de figuier, et une pomme de pin en son sommet. Les éléments non visibles sont traités avec peu de soin. Elle est piriforme. La corne d'abondance était peut-être soutenue par un pilier.

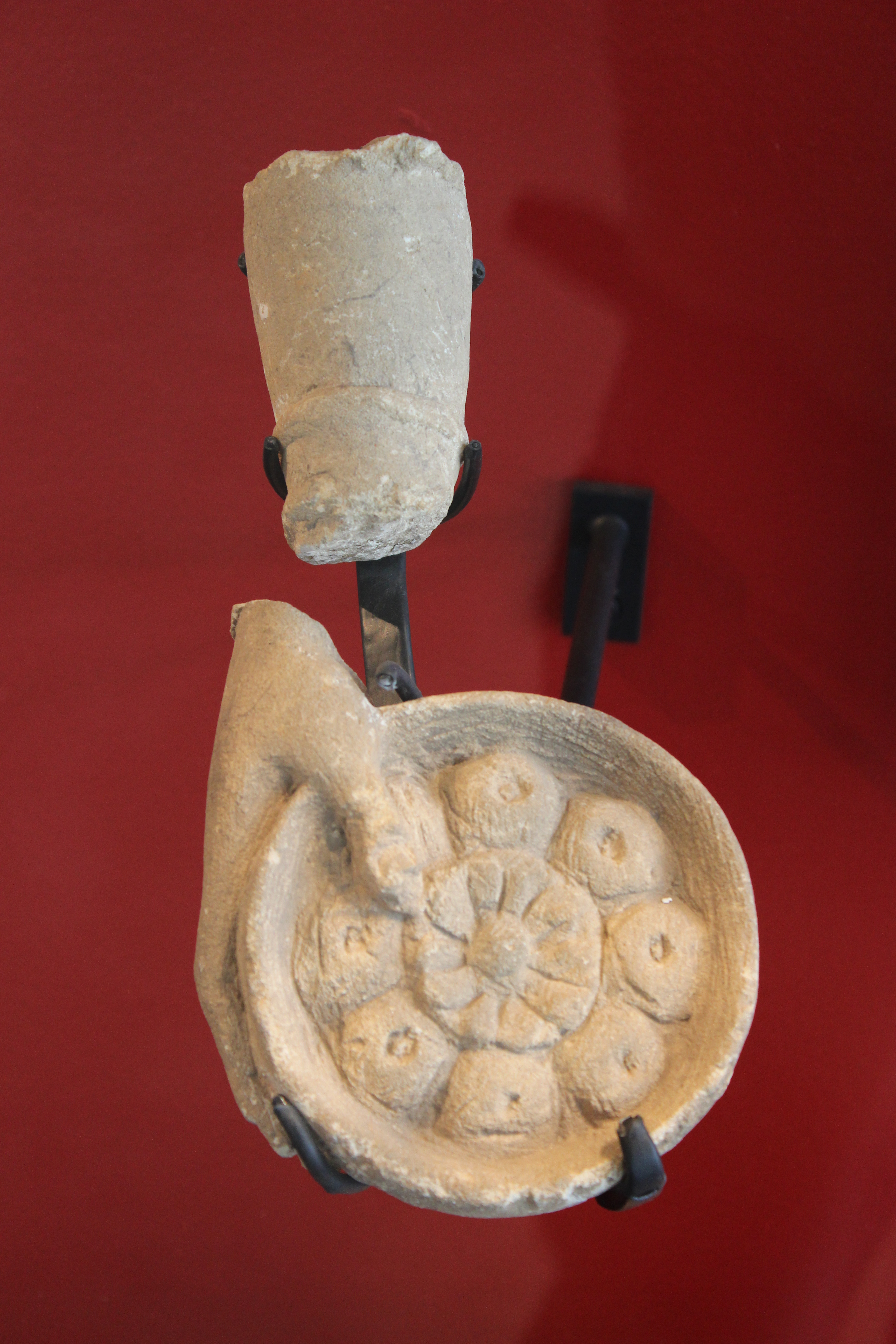
La main de la statue tenant la patère.

La main droite, dont l'auriculaire est brisé, tient une patère où huit pommes sont disposées autour d'une fleur. La patère devait être disposée sur le vêtement de la statue. La jeune femme portait deux bracelets au poignet. La main et l'avant-bras mesurent 18 cm. Ces fragments ont été trouvés entre 15 m et 20 m de l'emplacement de la statue ; ils ont sans doute été déposés à leur lieu de découverte pendant le haut Moyen Âge.
La base du vêtement, une tunique longue, mesure 24 cm. Un manteau revêt la jeune femme. La base est composée de onze fragments. Un élément non identifiable est lié au vêtement, peut-être lié au drapé de ce dernier : la jeune femme était vêtue d'une stola et d'une palla.
Une partie du socle a été retrouvée en 1990 et y figure une partie des chaussures appartenant au type des calcei. Le socle mesurait 45 cm sur 27,5 cm, pour une hauteur de 22,5 cm.

## Interprétation

### Artiste et qualité de l’œuvre

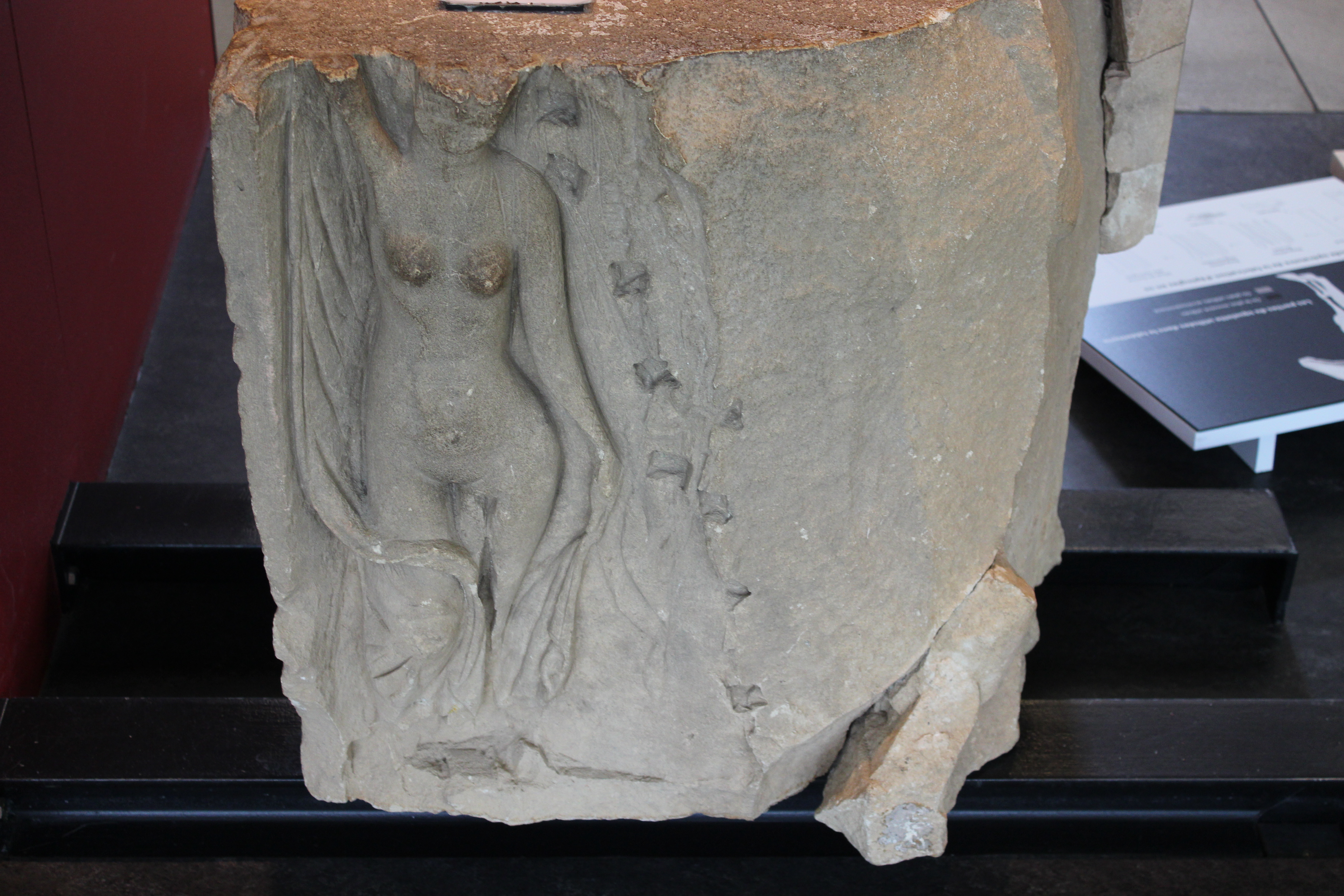
Face est du pilier sud-est de la maison au grand péristyle : relief de Vénus anadyomène au musée de Vieux, dont l'auteur est peut-être le même que celui de la Tutela.

L'auteur de l’œuvre est inconnu, et on ne sait s'il est d'origine locale ou extérieur à la cité des Viducasses.
L’œuvre a peut-être été sculptée par les mêmes artistes qui ont réalisé les piliers d'entrée de la demeure. Le socle est quant à lui d'« une exécution assez malhabile ». La statue a été disposée dans l'édifice à l'occasion de l'agrandissement de la maison postérieur à 170 et posée sur une mosaïque datée du dernier quart du IIe siècle ou du début du IIIe siècle.
Les découvertes de statues à Vieux sont rares, trois fragments sont découverts à la fin du XVIIe et au début du XVIIIe siècle mais perdus depuis. La découverte dans le contexte archéologique précis permet d'apporter à la connaissance générale de la cité.

### Symbolisme incertain

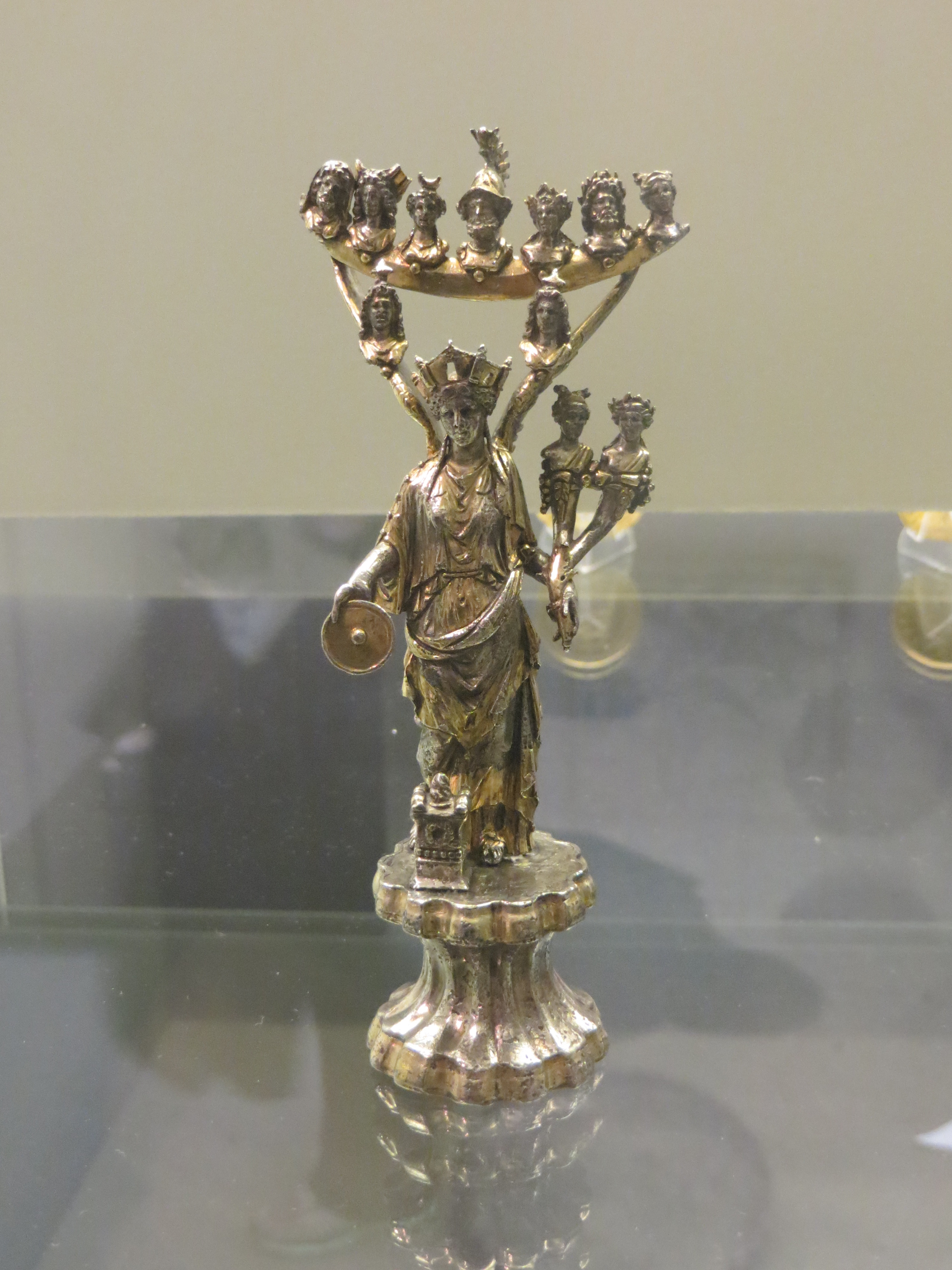
Statuette en argent de Tutela du trésor de Mâcon.

L'identification de la statue a posé question et différentes hypothèses ont été avancées par son inventeur.
La statue est identifiée soit à une divinité protectrice, soit la divinité tutélaire de la cité. La probabilité de l'identification à une Tutela, « déesse au caractère public (…) marqué » est très forte, voire à la cité d'Aregenua.
Pascal Vipard considère qu'il s'agit d'une Fortuna ou Tyché, Genius Loci ou Tutela du fait du caractère urbain de la statue. La statue, qui comporte une tour et une corne d'abondance, serait une Fortuna urbaine, et devrait se dénommer Aregenua d'après Pascal Vipard. Les villes étaient personnifiées par le génie du lieu.
La Fortuna comporte également des attributs de Cybèle, dont la popularité augmente jusque sous la dynastie des Sévères. Pascal Vipard indique cependant que cette déesse est « moins bien attestée en Gaule » comme divinité protectrice de la cité. Cependant l’œuvre découverte à Vieux-la-Romaine ne possède « aucun élément de caractère orientalisant ».
Le culte est rendu non seulement par les cités ou les magistrats municipaux mais aussi par les particuliers,. Cette divinité peut être associée au culte impérial. La découverte est un témoignage de l'intégration de la cité au courant des mentalités religieuses de l'Empire romain.

### Participation à une officialisation du décor
La maison au grand péristyle est considérée comme un exemple moyen « assez représentatif de ce qui pouvait exister ailleurs en Gaule ou même en Occident ». Or, les fouilles de la maison ont livré un riche décor sculpté, ce qui est très rare. Les propriétaires ont eu recours à un « langage architectural et décoratif commun aux édifices publics et privés » utilisant le décor comme un moyen de « traduire leur puissance politique ou celle de leur famille ».
La présence d'une telle représentation dans la maison d'un membre de l'élite locale n'est pas étonnante, le culte « à sa cité personnifiée et divinisée paraît tout à fait naturel (…) et plausible », d'autant plus dans un salon officiel. La présence de la statue dans la maison sous-entend une fonction publique au lieu, donnant corps à « l'officialisation du décor ». Ce genre d'édifice de l'aristocratie mêlait « des aspects publics et privés, et (…) un caractère ostentatoire très affirmé ».

## Annexe

#### Ouvrages
- Claude Groud-Cordray, La Normandie gallo-romaine, Cully, OREP, 2007, 31 p. (ISBN 978-2-915762-18-1). .
- Pascal Vipard, La maison du « Bas de Vieux » une riche habitation romaine du quartier des thermes d'Aregenua (Vieux, Calvados), Caen, Conseil Général du Calvados, 1998, 125 p. (ISBN 2-9506496-1-0). .
- Pascal Vipard, La cité d'Aregenua (Vieux, Calvados) : chef-lieu des Viducasses. État des connaissances, Château-Gonthier, 2002, 204 p. (ISBN 978-2-913993-05-1). .

#### Articles
- Élisabeth Deniaux, « La conquête et l’intégration à l’Empire romain », La Normandie avant les Normands, Rennes, Ouest-France,‎ 2002 (ISBN 2-7373-1117-9).
- Pascal Vipard, « Une statue récemment découverte à Vieux (Calvados) », Gallia, t. 47,‎ 1990, p. 251-255 (DOI 10.3406/galia.1990.2910, lire en ligne, consulté le 5 avril 2020). .
- Pascal Vipard, « Note sur une statue découverte à Vieux (Calvados) », L'art en Basse-Normandie, actes du XXVIe congrès des sociétés historiques et archéologiques de Normandie, Caen, vol. 1,‎ 1992, p. 69-78. .
- Pascal Vipard, « Le rôle du décor dans les parties officielles d'une domus à péristyle du début du IIIe siècle : le cas de la Maison au Grand Péristyle (Vieux, Calvados) », Revue du Nord, no 343,‎ mai 2001, p. 21-33. .

#### Site Web
- « Visite virtuelle de la maison au grand péristyle », sur youtube.com (consulté le 5 juin 2021).